# Tractie (medisch)
Tractie (letterlijk trekken) is een behandelvorm binnen verschillende medische disciplines waarbij men door middel van een (externe) trekkende kracht invloed probeert uit te oefenen op een lichamelijke stoornis of beperking. 
De behandelvorm wordt onder andere toegepast door fysiotherapeuten met als doel de ruimte tussen de aansluitende botdelen in een gewricht te vergroten. Binnen de verloskunde gebruikt men de techniek in combinatie met een vacuümextractor om een bevalling te bespoedigen. Binnen de orthopedie kan tractie toegepast worden om een gewricht dat uit de kom is geschoten weer terug in de kom te trekken. Denk hierbij aan een schouderluxatie of een luxatie van de heup.

## Toepassingen
Klachtenbeelden waarbij tractie deel uit kan maken van de behandeling zijn:
- Luxaties van gewrichten
- Artrose
- Heupdysplasie
- Nekklachten
- Rugklachten
- Carpaletunnelsyndroom (CTS)